# Старая Тотьма
Ста́рая То́тьма — река в Вологодской области России.
Протекает в северо-западном направлении по территории Бабушкинского и Тотемского районов. Образуется слиянием рек Илезы и Вотчи, впадает в реку Сухону в 261 км от её устья по правому берегу. Длина реки составляет 49 км, в бассейне площадью 2220 км² в пределах Галичской возвышенности характерны моренные и озовые гряды в сочетании с ложбинами стока. Среднегодовой расход воды в районе деревни Демьяновский погост (45 км от устья) — 18,46 м³/с (данные наблюдений с 1977 по 1985 год).

## Данные водного реестра
По данным государственного водного реестра России и геоинформационной системы водохозяйственного районирования территории РФ, подготовленной Федеральным агентством водных ресурсов:
- Бассейновый округ — Двинско-Печорский
- Речной бассейн — Северная Двина
- Речной подбассейн — Малая Северная Двина
- Водохозяйственный участок — Малая Северная Двина от начала реки до впадения реки Вычегды без рек Юг и Сухона (от истока до Кубенского г/у)

## Притоки
(расстояние от устья)
- 23 км: река Большой Полюг (лв)
- 27 км: река Малый Полюг (лв)
- 34 км: река Большая Чучка (лв)
- 49 км: река Вотча (лв)
- 49 км: река Илеза (пр)